# Длужиці
Длужиці (пол. Dłużyce, нім. Großendorf) — село в Польщі, у гміні Шцинава Любінського повіту Нижньосілезького воєводства.
Населення — 165 осіб (2011).
У 1975-1998 роках село належало до Легницького воєводства.

## Демографія
Демографічна структура станом на 31 березня 2011 року:
|          | Загалом | Допрацездатний вік | Працездатний вік | Постпрацездатний вік |
| -------- | ------- | ------------------ | ---------------- | -------------------- |
| Чоловіки | 82      | 6                  | 67               | 9                    |
| Жінки    | 83      | 7                  | 45               | 31                   |
| Разом    | 165     | 13                 | 112              | 40                   |